# Dražkovce
Dražkovce (Hongaars: Draskócvölgye) is een Slowaakse gemeente in de regio Žilina, en maakt deel uit van het district Martin.
Dražkovce telt 785 inwoners.